# Perusiopsis veninotata
Perusiopsis veninotata là một loài bướm đêm trong họ Geometridae.